# نور الدين بن صلاح
نور الدين بن صلاح (بالهولندية: Nordin Ben Salah)‏ (18 مايو 1972 - 20 سبتمبر 2004) هو ملاكم هولندي من أصل مغربي. امتد سجله في الملاكمة من 1994 إلى 2003. لَعِبَ 39 مباراة، حصل على 36 فوزًا وخَسِرَ مبارتين وتعادل مباراة واحدة.
في 20 سبتمبر 2004، توفي قتيلًا على يد مهاجمين مجهولين بعد أن استقلّ قطارًا في أمستردام، هولندا بعمر 32 سنة.

## روابط خارجية
- نور الدين بن صلاح على موقع بوكس ريك (الإنجليزية) (registration required)